# グレート・ウェスタン鉄道4100形蒸気機関車
グレート・ウェスタン鉄道4100形蒸気機関車（4100 Class）またはバドミントンクラスはイギリスのグレート・ウェスタン鉄道（GWR）が製造したテンダー式蒸気機関車の1形式である。軸配置は（4-4-0）。
バドミントンクラス急行旅客4-4-0蒸気機関車は、以前から開発として1897年に導入されたデューククラス。バドミントンという名前は、ボーフォート公のバドミントンの地所にちなんで選ばれた。この地を介して、GWRは当時サウスウェールズに新しい路線を建設していた。
設計のさらなる変更により、1900年にAtbaraクラスが就役した。これらの機関車の名前は、一般的に現代の軍事従事者または上級陸軍司令官から取られた。後のエンジンは、大英帝国の都市にちなんで命名された。
機関車の最終バッチは、園芸植物の品種にちなんで命名され、その結果、花のクラスとして知られていた。
これらの3つのタイプは後に標準化され、単一のクラスとして扱われたため、ここで一緒にリストする。もともとアームストロングクラスとして1894年に建てられた他の4つのプロトタイプ4-4-0 も、後にバドミントンとして再建された（以下を参照）。
このクラスは、1912年にGWR 4-4-0機関車の番号が付け直され、ブルドッグクラスがシリーズ3300-3455に集められ、他のタイプはそのシリーズから番号が付け直された。このクラスは4100〜4172の番号を取った（そのうち4101〜4120は以前にフラワークラスの機関車で使用されていた）。

## 概要
クラスの最初のメンバー No.3292は、1897年12月にドーム型の並列ボイラー、隆起したベルペアーの火室、およびデューククラスで使用されていたものと同様の拡張された作り付けの煙室で完成した。外側のフレームは、各駆動輪軸上で湾曲していた。1898年4月にバドミントンと名付けられた。11発の機関車のバッチ。3293から3303までは1898年4月から7月の間に完成し、さらに8つのバッチが追加された。1304年9月から1899年1月の間に3304から3311まで。このクラスは、銅製のベルペアーレ火室を装備したGWRの最初の機関車だった。最後から2番目の例、No.3310 ウォーターフォードには、ドームレスの並列ボイラー、スチール製のベルペアーの火室、大型のキャブが装備されていた。
クラスにはシリンダーの下にスチームチェストとスライドバルブが取り付けられていた。弁はスティーブンソンの弁装置によって駆動された。スライドバルブと蒸気室のこの反転構成は、元々によって導入されたウィリアム・ストラウドリーのLB＆SCR、バルブが離れるレギュレータが閉じられたときにシリンダの蒸気口は、こじみた摩耗を低減する、対向から落下させた。スチームチェストはシリンダー間でなくシリンダーの下にあったため、シリンダーの直径を大きくすることができた。シリンダーの中心線は、バルブの中心線に対して6°の角度で傾斜しており、各中心線は駆動中心と一致している。この配置により、バルブロッドを拡張リンクから直接駆動できる。アームストロングおよび3031クラスで最初に使用されたこのシリンダー、バルブ、バルブギアの配置は、フレーム付き4-4-0以外のすべてのGWRで使用され、スライドバルブは最終的にピストンに置き換えられた。バルブ。
クランクピンのための連結棒は、に対応する内部のクランクピンに沿って配置されたコネクティングロッド。この配置もストラウドリーによって開発された。ストラウドリーは、コネクティングロッドが共有されるクランクピンに直接作用する外筒エンジンで起こるように、内側のクランクの動きがカップリングロッドにスムーズに伝達されると主張したカップリングロッド付き。Stroudleyによれば、車軸の外側、シリンダー付きの機関車の車軸ボックス、ベアリング面、ホーンブロック、および連結ロッドの寿命は、内側のシリンダーの例の2倍である。しかし、2つのクランクを揃えると、クランクとロッドの合計質量を打ち消すために、外側のクランクに対して180°の重い駆動バランスが駆動輪に必要だった。バドミントンには、三日月型の大きなバランスウェイトがあり、ワークショップでの車輪の取り付けられていないペアの取り扱いが困難になった。
バドミントンクラスの機関車の1つは、実験用ボイラーで改造された。ブリストルを経由するルートよりも起伏の激しい直読-トーントンルートの差し迫った開通により、最も適切な機関車が提供されるようにする必要があった。チャーチワードのチーフアシスタントであるFGライトは、非常に深い火室を備えた大型ボイラーを設計した。1297年7月、アールカウドール3297。ボイラーは、大量の温水を保持するように設計され、起伏のあるラインに沿って走行する機関車を支援するための貯水池を形成した。また、76.2立方フィート（2.16 m 3）に対して85.13立方フィート（2.411 m 3）の蒸気空間を提供した。）4-4-0に取り付けられた2種類の標準ボイラーのうち大きい方の、標準4ボイラーの。この体積の増加は、蒸気の貯蔵庫を提供することを目的としていた。火室は、水平な格子で、連結された車軸の間に深く設置された。これの目的は、厚い火を積み上げ、火と接触する火室の面積を増やし、火室プレートに沿った温度勾配を減らし、火室の破損のリスクを減らすことだった。ボイラーを210 lbf / in 2（1.4 MPa）に加圧した。No. 3297には、北東部を連想させる2つの側面窓を備えた大型キャブも装備されていた。練習。機関車は、最も要求の厳しい列車で定期的に名簿に載せられたが、要求された仕事に及ばず、副次的な任務に追いやられたことがすぐに明らかになった。1906年10月にボイラーを除去し、標準的な4号ボイラーに置き換え、ノースイースタンスタイルのサイドウインドウキャブ11月1904年チャーチのタイプによって置き換えられた。

## 設計
最大軸重20tの範囲で、それも2気筒で4気筒のキャッスル級を凌駕する高性能を実現するため、ボイラーはキャッスル級のNo.8形 (Type No.8) やキング級のNo.12形 (Type No.12) とも異なるNo.15形 (Type No.15) が搭載された。
このボイラーはGWRスウィンドン工場が第二次世界大戦中にイギリス交通委員会傘下の鉄道管理委員会の発注により80両を肩代わり製造した、ロンドン・ミッドランド・アンド・スコティッシュ鉄道 (LMS) 8F形 (Class 8F) の設計を手直ししたもので、改ホール級で好成績を収めた新型の4列過熱管を導入、No.8形よりも缶胴部が大直径・短煙管化され、更に使用圧力をNo.8形の225ポンド/平方インチからNo.12形の250ポンド/平方インチを上回る280ポンド/平方インチまで一気に引き上げることで燃焼効率を向上した。
このボイラーは同時期に設計された1500形の弁装置と共に、本来はホークスワースが設計作業を進めていたパシフィック形（4-6-2または2C1）軸配置の高速旅客列車用新型機関車のために開発されていた技術・設計を流用したものである。そのため、本形式は本命のパシフィック機を製造する前に、超高圧ボイラーおよびその補機群の実働データを収集するためのテストベッドとしての役割も持たされていた。
もっとも、このボイラーは高圧化による高性能実現と引き替えにボイラー缶胴の直径増大や重心の向上を伴っており、2気筒で4気筒機に匹敵する牽引力を確保する必要もあって動輪径の縮小を求められた。このため、動輪径はホール/改ホール級よりは拡大されたものの、それでもキング級よりも更に3インチ小さい6フィート3インチ (1,905mm) 径となっている。
このように、ボイラーと動輪、そしてボイラーに付帯する高圧化された各種機器は新設計や設計変更が実施されたが、板台枠とされた台枠など下回りの基本構造は実績あるセイント級以来の標準設計に従う改ホール級の設計がほぼそのまま踏襲されており、炭水車もホークスワース設計による改ホール級用と共通のものが製造された。

## Atbaraクラス
No. 3373 Atbaraは1900年4月に建設され、40種類の機関車の最初のものである。バドミントンの湾曲した外枠の代わりに、このクラスは真っ直ぐな上部の枠を持ち、これはその後のすべての外枠の4-4-0の標準パターンになった。これらの直線フレームは、結合されたホイール間のプレートの深さが大きいため、破損しにくい。Atbarasは、バドミントンのStroudleyクランクレイアウト、シリンダー、バルブ、バルブギアを保持していたが、ボイラーが異なっていた。これは、パラレルドームレス標準2型である。No. 3405 モーリシャス1902年9月に、標準No. 4タイプのプロトタイプであるテーパーボイラーで再沸騰した。テーパー（または円錐形）ボイラーを取り付けた最初のGWR 4-4-0である。これに続いて、さらに9人のアトバラ、ノー。3400から3404および3406から3409は、1907年2月から1909年2月までに4号ボイラーで再建された。10個は市クラスに追加された。 No. 3382 マフェキングは1911年6月24日の事故で大きな損傷を受けた。修理不能と判断され、1911年9月に撤回されたため、1912年の番号付け替えには含まれなかった。残りのアトバラは1927年4月から1931年5月に撤退した。